# 髙島夏来
高島 夏来（たかしま なつき、1983年6月2日 - ）は、日本のCMディレクター、映像作家。

## 人物来歴
神奈川県出身。多摩美術大学グラフィックデザイン科卒業。
2006年、大学卒業後、東北新社に入社。
2009年、カンヌ Young Lion Creative Competition 日本代表受賞。
2014年、JACリマーカブル・ディレクター・オブ・ザイヤー受賞。
2014年、日本科学未来館第１回ジオ・コスモス コンテンツ コンテスト最優秀賞受賞。
2015年、JACリマーカブル・ディレクター・オブ・ザイヤー受賞。
2019年にフリーへ転身。

## 主な作品

### CM
- PERSOLブランドムービー
- アキュビュー
- 弥生会計
- ディズニーシー
- リステリン
- 消費者庁
- -196M1インフォマーシャル
- LAWSON悪魔のおにぎり 等
- ヘパリーゼ
- 京都市
- Amazon primevideo バチェラージャパン
- DreamArts
- マイナビ
- 東進
- 沢井製薬ミライラボ篇

### ドラマ
- 木ドラ25さぼリーマン甘太朗 第６話、第７話（2017年、テレビ東京）
- ドラマ25 女子グルメバーガー部 第３話、第５話（2020年、テレビ東京）

### MV
- スキマスイッチ
  - 「青春」